# Papyrius flavus
Papyrius flavus är en myrart som först beskrevs av Mayr 1865.  Papyrius flavus ingår i släktet Papyrius och familjen myror. Inga underarter finns listade i Catalogue of Life.